# Mariosousa coulteri
Mariosousa coulteri é uma espécie de leguminosa do gênero Mariosousa, pertencente à família Fabaceae.